# イヴリン・アシル・ド・ロスチャイルド
イヴリン・アシル・ド・ロスチャイルド（英語: Evelyn Achille de Rothschild、1886年1月6日 - 1917年11月17日）は、イギリスの軍人。
イギリスの財閥ロスチャイルド家の一員。第一次世界大戦に将校として出征するも戦死した。

## 経歴
1886年1月6日、レオポルド・ド・ロスチャイルドとその妻マリー（旧姓ペルージャ）の次男として生まれる。兄にライオネル、弟にアンソニーがいる。
ケンブリッジ大学トリニティ・カレッジを卒業し、バチェラー・オブ・アーツ（BA）の学位を取得した
1914年に開戦した第一次世界大戦では、バッキンガムシャー国防義勇軍騎兵部隊「ヨーマンリー」に所属する少佐として出征し、殊勲者公式報告書に名前が載るほど勇戦したが、1917年11月17日、パレスチナ戦線においてオスマン帝国軍との戦闘で戦死した。